# 洛斯巴尼奧斯德爾因卡區
7°09′49″S 78°27′44″W / 7.1637°S 78.4622°W

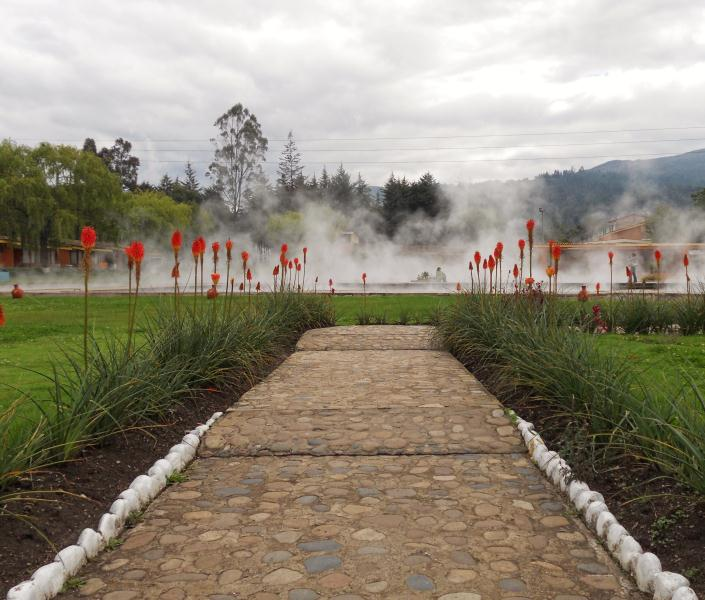

洛斯巴尼奧斯德爾因卡區（西班牙語：Distrito de Baños del Inca），是秘魯的一個區，位於該國北部卡哈馬卡大區的卡哈馬卡省，始建於1959年9月7日，面積276.4平方公里，海拔高度2,667米，2005年人口31,764，人口密度每平方公里110人。